# Hongarije op de Olympische Zomerspelen 1952
Hongarije nam deel aan de Olympische Zomerspelen 1952 in Helsinki, Finland. De Hongaren eindigde op de derde plaats in het medailleklassement na de Verenigde Staten en de Sovjet-Unie.

## Medailleoverzicht
| Sport            | Olympiër | Discipline                    | Medaille |
| ---------------- | --- | ----------------------------- | -------- |
| Atletiek         | József Csermák | kogelslingeren (m)            | Goud     |
| Boksen           | László Papp | -71kg (m)                     | Goud     |
| Moderne vijfkamp | Gábor Benedek Aladár Kovácsi István Szondy | team (m)                      | Goud     |
| Schermen         | Pál Kovács | sabel (m)                     | Goud     |
| Schermen         | Pál Kovács Tibor Berczelly Aladár Gerevich Rudolf Kárpáti Bertalan Papp László Rajcsányi | sabel team (m)                | Goud     |
| Schietsport      | Károly Takács | 25m snelvuurpistool (m)       | Goud     |
| Turnen           | Ágnes Keleti | vloer (v)                     | Goud     |
| Turnen           | Margit Korondi | brug (v)                      | Goud     |
| Voetbal          | Gyula Grosics Jenő Buzánszky Gyula Lóránt Mihály Lantos József Bozsik József Zakariás Nándor Hidegkuti Sándor Kocsis Péter Palotás Ferenc Puskás Zoltán Czibor                                  | mannen                        | Goud     |
| Waterpolo        | László Jeney György Vizvári Dezső Gyarmati Kálmán Markovits Antal Bolvári István Szívós sr. György Kárpáti Károly Szittya Róbert Antal Dezső Fábián István Hasznos Dezső Lemhényi Miklós Martin | mannen                        | Goud     |
| Worstelen        | Hódos Imre | -57kg Grieks-Romeins (m)      | Goud     |
| Worstelen        | Szilvásy Miklós | -73kg Grieks-Romeins (m)      | Goud     |
| Zwemmen          | Katalin Szőke | 100m vrije slag (v)           | Goud     |
| Zwemmen          | Valéria Gyenge | 400m vrije slag (v)           | Goud     |
| Zwemmen          | Éva Székely | 200m schoolslag (v)           | Goud     |
| Zwemmen          | Ilona Novák Judit Temes Éva Novák Katalin Szőke Mária Littomeritzky | 4x100m vrije slag (v)         | Goud     |
| Kanovaren        | János Parti | C-1 1000m (m)                 | Zilver   |
| Kanovaren        | Gábor Novák | C-1 10000m (m)                | Zilver   |
| Moderne vijfkamp | Gábor Benedek | mannen                        | Zilver   |
| Schermen         | Aladár Gerevich | sabel (m)                     | Zilver   |
| Schermen         | Ilona Elek | floret (v)                    | Zilver   |
| Schietsport      | Szilárd Kun | 25m snelvuurpistool (m)       | Zilver   |
| Turnen           | Margit Korondi Ágnes Keleti Edit Weckinger Olga Tass Erzsébet Köteles Mária Kövi Andrea Bodó Irén Karcsics                                                                                      | meerkamp team (v)             | Zilver   |
| Worstelen        | Imre Polyák | -73kg Grieks-Romeins (m)      | Zilver   |
| Zwemmen          | Éva Novák | 400m vrije slag (v)           | Zilver   |
| Zwemmen          | Éva Novák | 200m schoolslag (v)           | Zilver   |
| Atletiek         | László Zarándi Géza Varásdi György Csányi Béla Goldoványi | 4x100m (m)                    | Brons    |
| Atletiek         | Antal Róka | 50km snelwandelen (m)         | Brons    |
| Atletiek         | Ödön Földessy | verspringen (m)               | Brons    |
| Atletiek         | Imre Németh | kogelslingeren (m)            | Brons    |
| Kanovaren        | József Gurovits Ferenc Varga | K-2 10000m (m)                | Brons    |
| Moderne vijfkamp | István Szondy | mannen                        | Brons    |
| Schermen         | Tibor Berczelly Aladár Gerevich Lajos Maszlay Endre Palócz József Sákovits Endre Tilli | floret team (m)               | Brons    |
| Schermen         | Tibor Berczelly | sabel (m)                     | Brons    |
| Schietsport      | Ambrus Balogh | 50m pistool (m)               | Brons    |
| Turnen           | Margit Korondi | balk (v)                      | Brons    |
| Turnen           | Margit Korondi | vloer (v)                     | Brons    |
| Turnen           | Margit Korondi | individuele meerkamp (v)      | Brons    |
| Turnen           | Ágnes Keleti | brug (v)                      | Brons    |
| Turnen           | Andrea Bodó Irén Karcsics Erzsébet Köteles Ágnes Keleti Margit Korondi Edit Weckinger Olga Tass Mária Kövi                                                                                      | meerkamp team gereedschap (v) | Brons    |
| Worstelen        | György Gurics | -79kg vrije stijl (m)         | Brons    |
| Zwemmen          | Judit Temes | 100m vrije slag (v)           | Brons    |

## Deelnemers en resultaten

### Atletiek
| Olympiër                                                                 | Discipline               | Resultaat | Prestatie                                                                   |
| ------------------------------------------------------------------------ | ------------------------ | --------- | --------------------------------------------------------------------------- |
| György Csányi                                                            | 100m (m)                 | 20e       | serie 5: 2de in 11,09 kwartfinale 4: 5de in 11,07                           |
| László Zarándi                                                           | 100m (m)                 | 41e       | serie 10: 4de in 11,26                                                      |
| György Csányi                                                            | 200m (m)                 | 37e       | serie 18: 3de in 22,24                                                      |
| Zoltán Adamik                                                            | 400m (m)                 | 24e       | serie 1: 4de in 48,70                                                       |
| Ferenc Bánhalmi                                                          | 400m (m)                 | 40e       | serie 5: 4de in 49,55                                                       |
| Egon Solymossy                                                           | 400m (m)                 | 33e       | serie 3: 3de in 49,32                                                       |
| Jenő Bakos                                                               | 800m (m)                 | 20e       | serie 3: 3de in 1.54,5 halve finale 3: 7de in 1.55,5                        |
| Sándor Garay                                                             | 1500m (m)                | 43e       | serie 6: 7de in 4.01,2                                                      |
| Sándor Iharos                                                            | 1500m (m)                | 30e       | serie 1: 5de in 3.56,0                                                      |
| Vilmos Tölgyesi                                                          | 1500m (m)                | 20e       | serie 4: 4de in 3.56,0 halve finale 2: 8ste in 3.53,2                       |
| Ernő Béres                                                               | 5000m (m)                | 7e        | serie 2: 3de in 14.19,6 finale: 7de in 14.24,8                              |
| József Kovács                                                            | 5000m (m)                | 43e       | serie 1: 14de in 17.09,2                                                    |
| Béla Juhász                                                              | 10000m (m)               | 14e       | 30.39,6                                                                     |
| Antal Lippay                                                             | 400m horden (m)          | 9e        | serie 8: 3de in 54,0 kwartfinale 3: 2de in 52,7 halve finale 2: 5de in 53,0 |
| József Apró                                                              | 3000m steeplechase (m)   | 9e        | serie 2: 3de in 9.00,4 finale: 9de in 9.04,2                                |
| László Jeszenszky                                                        | 3000m steeplechase (m)   | 16e       | serie 3: 6de in 9.11,2                                                      |
| György Csányi Béla Goldoványi Géza Varasdi László Zarándi                | 4x100m (m)               | Brons     | serie 3: 1ste in 41,0 halve finale 2: 1ste in 40,9 finale: 3de in 40,5      |
| Ferenc Bánhalmi Lajos Szentgáli Egon Solymossy Zoltán Adamik             | 4x400m (m)               | 9e        | serie 2: 3de in 3.13,96                                                     |
| József Dobronyi                                                          | marathon (m)             | 7e        | 2:28.04,8                                                                   |
| Mihály Esztergomi                                                        | marathon (m)             | 21e       | 2:35.10,0                                                                   |
| Sándor László                                                            | 50km snelwandelen (m)    | 12e       | 4:45.55,8                                                                   |
| Antal Róka                                                               | 50km snelwandelen (m)    | Brons     | 4:31.27,2                                                                   |
| Ödön Földessy                                                            | verspringen (m)          | Brons     | kwalificatie groep A: 4de met 7,25m finale: 3de met 7,30m                   |
| Tamás Homonnay                                                           | polsstokhoogspringen (m) | 11e       | kwalificatie groep A: 1ste met 4,00m finale: 11de met 4,10m                 |
| Ferenc Klics                                                             | discuswerpen (m)         | 5e        | kwalificatie groep A: 6de met 47,63m finale: 5de met 51,13m                 |
| József Várszegi                                                          | speerwerpen (m)          | 23e       | kwalificatie groep B: 12de met 56,82m                                       |
| József Csermák                                                           | kogelslingeren (m)       | Goud      | kwalificatie groep A: 1ste met 57,20m (OR) finale: 1ste met 60,34m (WR)     |
| Imre Németh                                                              | kogelslingeren (m)       | Brons     | kwalificatie groep A: 7de met 53,59m finale: 3de met 57,74m                 |
|                                                                          |                          |           |                                                                             |
| Aranka Szabó-Bartha                                                      | 100m (v)                 | 40e       | serie 2: 3de in 12,7                                                        |
| Ilona Tolnai-Rákhely                                                     | 100m (v)                 | 36e       | serie 5: 4de in 12,6                                                        |
| Ibolya Tilkovszky                                                        | 100m (v)                 | 28e       | serie 10: 4de in 12,4                                                       |
| Olga Gyarmati                                                            | 200m (v)                 | 24e       | serie 3: 5de in 25,5                                                        |
| Klára Soós                                                               | 200m (v)                 | 29e       | serie 7: 3de in 25,8                                                        |
| Klára Soós                                                               | 80m horden (v)           | 21e       | serie 2: 3de in 11,9                                                        |
| Olga Gyarmati Aranka Szabó-Bartha Ibolya Tilkovszky Ilona Tolnai-Rákhely | 4x100m (v)               | DSQ       | serie 2: gediskwalificeerd                                                  |
| Olga Gyarmati                                                            | verspringen (v)          | 10e       | kwalificatie groep A: 6de met 5,50m finale: 10de met 5,67m                  |
| Dezsőné Józsa                                                            | discuswerpen (v)         | 8e        | kwalificatie groep A: 12de met 37,75m finale: 8ste met 41,61m               |

### Basketbal
| Olympiër | Discipline | Resultaat | Prestatie |
| --- | ---------- | --------- | --- |
| Laszlo Bánhegyi Pal Bogár Gyorgy Bokor Tibor Cselkó Tibor Czinkán Janos Greminger Laszlo Hódy Tibor Mezofi Peter Papp Janos Simon Gyula Telegdy Tibor Zsiros | mannen     | 15e       | voorronde groep B: 2de W van Griekenland: 75-38 V van Filipijnen: 35-48 W van Griekenland: 47-44 groep A: 4de V van Verenigde Staten: 48-66 V van Uruguay: 56-70 V van Tsjecho-Slowakije: 39-63 |

| Groep A |                   |             |             |             |        |        |        |        |
| №       | Land              | Wedstrijden | Wedstrijden | Wedstrijden | Punten | Punten | Punten | Punten |
| №       | Land              | G           | W           | V           | V      | T      | Saldo  | Punten |
| 1       | Verenigde Staten  | 3           | 3           | 0           | 195    | 139    | +46    | 6      |
| 2       | Uruguay           | 3           | 2           | 1           | 167    | 164    | +3     | 5      |
| 3       | Tsjecho-Slowakije | 3           | 1           | 2           | 161    | 164    | -3     | 4      |
| 4       | Hongarije         | 3           | 0           | 3           | 143    | 199    | −56    | 3      |

| Ronde      | Plaats            | Land  | Score     | Land |
| ---------- | ----------------- | ----- | --------- | ---- |
| Groepsfase |                   |       |           |      |
| Helsinki   | Verenigde Staten  | 66-48 | Hongarije |      |
| Helsinki   | Uruguay           | 70-56 | Hongarije |      |
| Helsinki   | Tsjecho-Slowakije | 63-39 | Hongarije |      |

### Boksen
| Olympiër       | Discipline  | Resultaat | Prestatie |
| -------------- | ----------- | --------- | --- |
| Kornél Molnár  | -51kg (m)   | 17e       | 1ste ronde: V van RSA Toweel: 0-3 |
| János Erdei    | -57kg (m)   | 5e        | 1ste ronde: W van BUL Malézanoff: 2-1 2de ronde: W van SAA Schirra: 3-0 kwartfinale: V van TCH Zachara: 1-2                                                                                |
| István Juhász  | -60kg (m)   | 5e        | 1ste ronde: W van URU Acuña: 3-0 2de ronde: W van CAN Kenny: 2-1 kwartfinale: V van ITA Bolognesi: 1-2                                                                                     |
| Béla Farkas    | -63,5kg (m) | 17e       | 1ste ronde: V van YUG Šovljanski: 0-3 |
| Pál Budai      | -67kg (m)   | 17e       | 1ste ronde: V van GER Heidemann: 1-2 |
| László Papp    | -71kg (m)   | Goud      | 1ste ronde: W van BUL Webb: knock-out 2de ronde: W van CAN Chase: knock-out kwartfinale: W van BUL Spassoff: 3-0 halve finale: W van ARG Herrera: 3-0 finale: W van RSA van Schalkwyk: 3-0 |
| Mátyás Plachy  | -75kg (m)   | 17e       | 1ste ronde: V van BRA Andrade: 1-2 |
| István Fazekas | -81kg (m)   | 17e       | 1ste ronde: V van NED Pastor: 0-3 |
| László Bene    | +81kg (m)   | 17e       | 1ste ronde: vrij 2de ronde: V van FIN Koski: knock-out |

### Gewichtheffen
| Olympiër       | Discipline | Resultaat | Prestatie                                                                            |
| -------------- | ---------- | --------- | ------------------------------------------------------------------------------------ |
| Bálint Nagy    | -60kg (m)  | 7e        | drukken: 16de met 85kg trekken: 5de met 97,5kg stoten: 4de met 125kg totaal: 307,5kg |
| László Buronyi | -90kg (m)  | DNF       | drukken: 8ste met 110kg trekken: 11de met 110kg                                      |

### Kanovaren
| Olympiër                     | Discipline     | Resultaat | Prestatie                                     |
| ---------------------------- | -------------- | --------- | --------------------------------------------- |
| János Parti                  | C-1 1000m (m)  | Zilver    | serie 1: 2de in 4.58,5 'finale: 2de in 5.03,6 |
| Gábor Novák                  | C-1 10000m (m) | Zilver    | 57.49,9                                       |
| István Bodor Jozsef Tuza     | C-2 1000m (m)  | 5e        | serie 1: 4de in 4.51,5 'finale: 5de in 4.51,9 |
| Ernő Söptei Róbert Söptei    | C-2 10000m (m) | 7e        | 55.35,3                                       |
| János Urányi                 | K-1 1000m (m)  | 10e       | serie 3: 4de in 4.20,9                        |
| István Granek János Kulcsár  | K-2 1000m (m)  | 10e       | serie 3: 2de in 3.54,5 finale: 7de in 3.55,1  |
| Ferenc Varga József Gurovits | K-2 10000m (m) | Brons     | 44.26,67                                      |
|                              |                |           |                                               |
| Cecilia Hartmann             | K-1 500m (v)   | 6e        | serie 1: 3de in 2.23,8 finale: 6de in 2.23,0  |

### Moderne vijfkamp
| Olympiër                                   | Discipline      | Resultaat | Prestatie |
| ------------------------------------------ | --------------- | --------- | --------- |
| Gábor Benedek                              | individueel (m) | Zilver    | 39 punten |
| Aladár Kovácsi                             | individueel (m) | 12e       | 82 punten |
| István Szondy                              | individueel (m) | Brons     | 41 punten |
| Gábor Benedek Aladár Kovácsi István Szondy | team (m)        | Goud      | 37 punten |

### Roeien
| Olympiër | Discipline      | Resultaat | Prestatie                                                                        |
| --- | --------------- | --------- | -------------------------------------------------------------------------------- |
| László Halász József Sátori Róbert Zimonyi                                                                             | twee-met (m)    | 10e       | serie 3: 2de in 8.04,1 halve finale 1: 4de in 8.43,7 herkansingen: 3de in 8.16,6 |
| László Decker Imre Kaffka János Hollósi Imre Kemény                                                                    | vier-zonder (m) | 14e       | serie 1: 4de in 6.45,4 herkansingen: 2de in 6.50,3                               |
| István Sándor Csaba Kovács Miklós Zágon Tibor Nádas Rezső Riheczky Pál Bakos László Marton Béla Zsitnik Róbert Zimonyi | acht (m)        | 7e        | serie 3: 2de in 6.13,6 halve finale 1: 3de in 6.37,4 herkansingen: 2de in 6.15,4 |

### Schermen
| Olympiër                                                                                 | Discipline      | Resultaat | Prestatie |
| ---------------------------------------------------------------------------------------- | --------------- | --------- | --- |
| Barnabás Berzsenyi                                                                       | degen (m)       | 21e       | 1ste ronde groep 7: 1ste met 4 overwinningen kwartfinale 4: 6de met 4 overwinningen                                                                           |
| Béla Rerrich                                                                             | degen (m)       | 33e       | 1ste ronde groep 2: 1ste met 5 overwinningen kwartfinale 2: 7de met 2 overwinningen                                                                           |
| József Sákovics                                                                          | degen (m)       | Zilver    | 1ste ronde groep 1: 3de met 4 overwinningen kwartfinale 5: 3de met 4 overwinningen halve finale 2: 4de met 6 overwinningen finale: 5de met 5 overwinningen    |
| Lajos Balthazár Barnabás Berzsenyi Béla Rerrich József Sákovics Imre Hennyei             | degen team (m)  | 5e        | 1ste ronde groep 3: 1ste met 1 overwinning kwartfinale 1: 1ste met 3 overwinningen halve finale 2: 3de met 1 overwinning                                      |
| Lajos Maszlay                                                                            | floret (m)      | 11e       | 1ste ronde groep 6: 2de met 3 overwinningen halve finale 2: 4de met 2 overwinningen                                                                           |
| Endre Palócz                                                                             | floret (m)      | 11e       | 1ste ronde groep 5: 2de met 4 overwinningen halve finale 3: 4de met 2 overwinningen                                                                           |
| Endre Tilli                                                                              | floret (m)      | 9e        | 1ste ronde groep 4: 3de met 4 overwinningen halve finale 1: 3de met 3 overwinningen finale: 9de met 1 overwinning                                             |
| Endre Tilli Aladár Gerevich Endre Palócz Lajos Maszlay Tibor Berczelly József Sákovics   | floret team (m) | Brons     | 1ste ronde groep 1: 1ste met 1 overwinning kwartfinale 2: 1ste met 2 overwinningen halve finale 1: 1ste met 1 overwinning finale: 3de met 1 overwinning       |
| Tibor Berczelly                                                                          | sabel (m)       | Brons     | 1ste ronde: vrij kwartfinale 3: 1ste met 5 overwinningen halve finale 3: 3de met 3 overwinningen finale: 3de met 5 overwinningen                              |
| Aladár Gerevich                                                                          | sabel (m)       | Zilver    | 1ste ronde: vrij kwartfinale 1: 1ste met 6 overwinningen halve finale 1: 1ste met 4 overwinningen finale: 2de met 7 overwinningen                             |
| Pál Kovács                                                                               | sabel (m)       | Goud      | 1ste ronde: vrij kwartfinale 2: 1ste met 6 overwinningen halve finale 2: 1ste met 5 overwinningen finale: 1ste met 8 overwinningen                            |
| Aladár Gerevich Tibor Berczelly Rudolf Kárpáti Pál Kovács László Rajcsányi Bertalan Papp | sabel team (m)  | Goud      | 1ste ronde: vrij kwartfinale 2: 2de met 1 overwinning halve finale 1: 1ste met 3 overwinningen finale: 1ste met 3 overwinningen                               |
|                                                                                          |                 |           | |
| Margit Elek                                                                              | floret (v)      | 17e       | 1ste ronde groep 1: 2de met 3 overwinningen kwartfinale 3: 5de met 2 overwinningen                                                                            |
| Magdolna Nyári-Kovács                                                                    | floret (v)      | 8e        | 1ste ronde groep 3: 3de met 3 overwinningen kwartfinale 2: 2de met 3 overwinningen halve finale 1: 4de met 4 overwinningen finale: 8ste met 1 overwinning     |
| Ilona Schachererné Elek                                                                  | floret (v)      | Zilver    | 1ste ronde groep 6: 1ste met 4 overwinningen kwartfinale 1: 1ste met 5 overwinningen halve finale 2: 1ste met 6 overwinningen finale: 2de met 5 overwinningen |

### Schietsport
| Olympiër       | Discipline                  | Resultaat | Prestatie                       |
| -------------- | --------------------------- | --------- | ------------------------------- |
| Imre Ágoston   | 50m geweer 3 houdingen (m)  | 16e       | 1150 punten: (371-385-394)      |
| János Dosztály | 50m geweer 3 houdingen (m)  | 29e       | 1117 punten: (367-368-382)      |
| Imre Ágoston   | 50m geweer liggend (m)      | 27e       | 394 punten: (99-96-99-100)      |
| János Dosztály | 50m geweer liggend (m)      | 54e       | 382 punten: (93-93-99-97)       |
| Ambrus Balogh  | 300m geweer 3 houdingen (m) | 10e       | 1082 punten: (349-359-374)      |
| Ferenc Décsey  | 300m geweer 3 houdingen (m) | 20e       | 1036 punten: (336-347-353)      |
| Ambrus Balogh  | 50m pistool (m)             | Brons     | 549 punten: (93-91-93-89-90-93) |
| Ferenc Décsey  | 50m pistool (m)             | 14e       | 530 punten: (89-90-88-88-87-88) |
| Szilárd Kun    | 25m snelvuurpistool (m)     | Zilver    | 578 punten: (284-294)           |
| Károly Takács  | 25m snelvuurpistool (m)     | Goud      | 530 punten: (287-292)           |

### Turnen
| Olympiër                                                                                                   | Discipline                    | Resultaat | Prestatie     |
| --- | ----------------------------- | --------- | ------------- |
| József Fekete                                                                                              | individuele meerkamp (m)      | 46e       | 108,90 punten |
| Ferenc Kemény                                                                                              | individuele meerkamp (m)      | 52e       | 108,40 punten |
| Károly Kocsis                                                                                              | individuele meerkamp (m)      | 48e       | 108,65 punten |
| János Mogyorósi-Klencs                                                                                     | individuele meerkamp (m)      | 61e       | 106,80 punten |
| Ferenc Pataki                                                                                              | individuele meerkamp (m)      | 23e       | 110,90 punten |
| Sándor Réthy                                                                                               | individuele meerkamp (m)      | 57e       | 107,75 punten |
| Lajos Sántha                                                                                               | individuele meerkamp (m)      | 18e       | 111,50 punten |
| Lajos Sántha                                                                                               | individuele meerkamp (m)      | 58e       | 107,45 punten |
| József Fekete Ferenc Kemény Károly Kocsis János Mogyorósi-Klencs Ferenc Pataki Sándor Réthy Lajos Sántha   | meerkamp team (m)             | 6e        | 558,90 punten |
| |                               |           |               |
| Ágnes Keleti                                                                                               | vloer (v)                     | Goud      | 19,36 punten  |
| Margit Korondi                                                                                             | vloer (v)                     | Brons     | 19,00 punten  |
| Ágnes Keleti                                                                                               | brug (v)                      | Brons     | 19,16 punten  |
| Margit Korondi                                                                                             | brug (v)                      | Goud      | 19,40 punten  |
| Margit Korondi                                                                                             | balk (v)                      | Brons     | 19,02 punten  |
| Andrea Bodó                                                                                                | individuele meerkamp (v)      | 28e       | 71,67 punten  |
| Irén Daruházi-Karcsics                                                                                     | individuele meerkamp (v)      | 40e       | 70,87 punten  |
| Erzsébet Gulyás-Köteles                                                                                    | individuele meerkamp (v)      | 12e       | 74,61 punten  |
| Ágnes Keleti                                                                                               | individuele meerkamp (v)      | 6e        | 75,58 punten  |
| Margit Korondi                                                                                             | individuele meerkamp (v)      | Brons     | 75,82 punten  |
| Mária Kövi-Zalai                                                                                           | individuele meerkamp (v)      | 15e       | 73,87 punten  |
| Edit Perényi-Weckinger                                                                                     | individuele meerkamp (v)      | 10e       | 74,77 punten  |
| Olga Tass                                                                                                  | individuele meerkamp (v)      | 11e       | 74,71 punten  |
| Margit Korondi Ágnes Keleti Edit Weckinger Olga Tass Erzsébet Köteles Mária Kövi Andrea Bodó Irén Karcsics | meerkamp team (v)             | Zilver    | 520,96 punten |
| Andrea Bodó Irén Karcsics Erzsébet Köteles Ágnes Keleti Margit Korondi Edit Weckinger Olga Tass Mária Kövi | meerkamp team gereedschap (v) | Brons     | 71,60 punten  |

### Voetbal
| Olympiër | Discipline | Resultaat | Prestatie |
| --- | ---------- | --------- | --- |
| Gyula Grosics Jenő Buzánszky Gyula Lóránt Mihály Lantos József Bozsik József Zakariás Nándor Hidegkuti Sándor Kocsis Péter Palotás Ferenc Puskás Zoltán Czibor | mannen     | Goud      | voorronde: W van Roemenië: 2-1 1ste ronde: W van Italië: 3-0 kwartfinale: W van Turkije: 7-1 halve finale: W van Zweden: 6-0 finale: W van Joegoslavië: 2-0 |

### Waterpolo
| Olympiër | Discipline | Resultaat | Prestatie |
| --- | ---------- | --------- | --- |
| László Jeney György Vizvári Dezső Gyarmati Kálmán Markovits Antal Bolvári István Szívós sr. György Kárpáti Károly Szittya Róbert Antal Dezső Fábián István Hasznos Dezső Lemhényi Miklós Martin | mannen     | Goud      | voorronde: W van Mexico: 13-4 groep B: 1ste W van Egypte: 9-0 W van Sovjet-Unie: 5-3 W van Duitsland: 9-1 halve finale groep F: 1ste G van Nederland: 4-4 G van Joegoslavië: 2-2 finale groep: 1ste W van Italië: 7-2 W van Verenigde Staten: 4-0 |

| Groep B |             |             |             |             |             |            |            |            |        |
| №       | Land        | Wedstrijden | Wedstrijden | Wedstrijden | Wedstrijden | Doelpunten | Doelpunten | Doelpunten | Punten |
| №       | Land        | G           | W           | G           | V           | V          | T          | Saldo      | Punten |
| 1       | Hongarije   | 3           | 3           | 0           | 0           | 23         | 4          | +19        | 6      |
| 2       | Sovjet-Unie | 3           | 2           | 0           | 1           | 12         | 9          | +3         | 4      |
| 3       | Egypte      | 3           | 1           | 0           | 2           | 7          | 14         | -7         | 2      |
| 4       | Duitsland   | 3           | 0           | 0           | 3           | 5          | 20         | -15        | 0      |

| Ronde      | Plaats    | Land | Score       | Land |
| ---------- | --------- | ---- | ----------- | ---- |
| Groepsfase |           |      |             |      |
| Helsinki   | Hongarije | 9-0  | Egypte      |      |
| Helsinki   | Hongarije | 5-3  | Sovjet-Unie |      |
| Helsinki   | Hongarije | 9-1  | Duitsland   |      |

| Halve finale groep F |             |             |             |             |             |            |            |            |        |
| №                    | Land        | Wedstrijden | Wedstrijden | Wedstrijden | Wedstrijden | Doelpunten | Doelpunten | Doelpunten | Punten |
| №                    | Land        | G           | W           | G           | V           | V          | T          | Saldo      | Punten |
| 1                    | Hongarije   | 3           | 1           | 2           | 0           | 11         | 9          | +2         | 4      |
| 2                    | Joegoslavië | 3           | 1           | 2           | 0           | 7          | 6          | +1         | 4      |
| 3                    | Nederland   | 3           | 1           | 1           | 1           | 9          | 8          | +1         | 3      |
| 4                    | Sovjet-Unie | 3           | 0           | 1           | 2           | 8          | 12         | -4         | 1      |

| Ronde      | Plaats      | Land | Score     | Land |
| ---------- | ----------- | ---- | --------- | ---- |
| Groepsfase |             |      |           |      |
| Helsinki   | Nederland   | 4-4  | Hongarije |      |
| Helsinki   | Joegoslavië | 2-2  | Hongarije |      |

| Finale groep |                  |             |             |             |             |            |            |            |        |
| №            | Land             | Wedstrijden | Wedstrijden | Wedstrijden | Wedstrijden | Doelpunten | Doelpunten | Doelpunten | Punten |
| №            | Land             | G           | W           | G           | V           | V          | T          | Saldo      | Punten |
| 1            | Hongarije        | 3           | 2           | 1           | 0           | 13         | 4          | +9         | 5      |
| 2            | Joegoslavië      | 3           | 2           | 1           | 0           | 9          | 5          | +4         | 5      |
| 3            | Italië           | 3           | 1           | 0           | 2           | 8          | 14         | -6         | 2      |
| 4            | Verenigde Staten | 3           | 0           | 0           | 3           | 6          | 13         | -7         | 0      |

| Ronde      | Plaats    | Land | Score            | Land |
| ---------- | --------- | ---- | ---------------- | ---- |
| Groepsfase |           |      |                  |      |
| Helsinki   | Hongarije | 7-2  | Italië           |      |
| Helsinki   | Hongarije | 4-0  | Verenigde Staten |      |

### Wielersport
| Olympiër                                                   | Discipline               | Resultaat | Prestatie                                                                                                |
| Baan                                                       | Baan                     | Baan      | Baan |
| ---------------------------------------------------------- | ------------------------ | --------- | --- |
| Béla Szekeres                                              | sprint (m)               | 6e        | serie 7: 1ste in 11,9 kwartfinale 3: 3de herkansingen: 1ste in 11,8 halve finale 2 3de herkansingen: 4de |
| István Lang                                                | tijdrit (m)              | 18e       | 1.16,9                                                                                                   |
| Imre Furmen István Schillerwein                            | tandem (m)               | 7e        | serie 7: V van AUS Cox/Mockridge herkansingen: 1ste in 11,3 kwartfinale 2: V van ITA Pinarello/Maspes    |
| Imre Furmen István Lang István Pásztor István Schillerwein | ploegenachtervolging (m) | 10e       | kwalificatie: 10de in 4.55,5                                                                             |
| Weg                                                        |                          |           | |
| István Lang                                                | wegwedstrijd (m)         | DNF       | niet gefinisht                                                                                           |
| Lajos Látó                                                 | wegwedstrijd (m)         | DNF       | niet gefinisht                                                                                           |
| István Schillerwein                                        | wegwedstrijd (m)         | DNF       | niet gefinisht                                                                                           |
| István Lang Lajos Látó István Schillerwein                 | wegwedstrijd team (m)    | DNF       | niet gefinisht                                                                                           |

### Worstelen
| Olympiër        | Discipline  | Resultaat   | Prestatie |
| Vrije stijl     | Vrije stijl | Vrije stijl | Vrije stijl |
| --------------- | ----------- | ----------- | --- |
| Lajos Bencze    | -57kg (m)   | 5e          | 1ste ronde: V van TUR Saribacak 2de ronde: W van GUA Johnston 3de ronde: W van DEN Johansen: 3-0 4de ronde: W van URS Mamedbekov: 2-1                                                            |
| Géza Hoffmann   | -62kg (m)   | 9e          | 1ste ronde: W van BEL Mewis 2de ronde: W van ARG Mammana 3de ronde: V van USA Henson 4de ronde: V van JPN Tominaga: 0-3                                                                          |
| József Gál      | -67kg (m)   | 10e         | 1ste ronde: V van IRI Tofigh: 0-3 2de ronde: W van KOR O: 3-0 3de ronde: W van GER Nettesheim: 2-1                                                                                               |
| György Gurics   | -79kg (m)   | Brons       | 1ste ronde: W van BEL Everaerts 2de ronde: W van SWE Lindblad: 2-1 3de ronde: vrij 4de ronde: W van RSA Reitz: 2-1 5de ronde: V van URS Tsimakuridze: 0-3 6de ronde: V van IRI Takhti: walk-over |
| József Kovács   | +87kg (m)   | 9e          | 1ste ronde: V van URS Mekokishvili 2de ronde: V van GBR Richmond: 0-3 |
| Grieks-Romeins  |             |             | |
| Béla Kenéz      | -52kg (m)   | 9e          | 1ste ronde: W van TUR Akbaş: 3-0 2de ronde: V van YUG Vukov 3de ronde: V van URS Gurevich: 0-3                                                                                                   |
| Imre Hódos      | -57kg (m)   | Goud        | 1ste ronde: W van EGY Hassan: 3-0 2de ronde: W van FIN Kyllönen: 2-1 3de ronde: vrij 4de ronde: W van NOR Merli: 3-0 5de ronde: W van LIB Chibab: 2-1 6de ronde: V van URS Teryan: 0-3           |
| Imre Polyák     | -62kg (m)   | Zilver      | 1ste ronde: W van GUA Girón 2de ronde: W van SWE Håkansson: 3-0 3de ronde: W van POL Gondzik: 3-0 4de ronde: W van EGY Rashed: 2-1 5de ronde: V van URS Punkin                                   |
| Gyula Tarr      | -67kg (m)   | 4e          | 1ste ronde: vrij 2de ronde: W van BEL Cools: 3-0 3de ronde: W van EGY Hussain: 3-0 4de ronde: W van FIN Haapasalmi: 3-0 5de ronde: V van SWE Freij                                               |
| Miklós Szilvásy | -73kg (m)   | Goud        | 1ste ronde: W van NOR Olsen 2de ronde: W van EGY Osman 3de ronde: W van GER Mackowiak: 3-0 4de ronde: W van LIB Taha 5de ronde: W van SWE Andersson: 2-1                                         |
| Gyula Németi    | -79kg (m)   | 4e          | 1ste ronde: W van NOR Bilet: 3-0 2de ronde: W van POL Gryt 3de ronde: W van TUR Özdemir: 3-0 4de ronde: V van FIN Rauhala: 0-3                                                                   |
| Gyula Kovács    | -87kg (m)   | 4e          | 1ste ronde: V van SWE Nilsson: 0-3 2de ronde: W van LIB Skaff 3de ronde: W van TUR Atli: 3-0 4de ronde: W van URS Chikhladze: 3-0                                                                |
| József Kovács   | +87kg (m)   | 9e          | 1ste ronde: V van TCH Růžička: 3-0 2de ronde: V van ROU Şuli: 1-2 |

### Zwemmen
| Olympiër                                                              | Discipline            | Resultaat    | Prestatie                                                                               |
| --------------------------------------------------------------------- | --------------------- | ------------ | --------------------------------------------------------------------------------------- |
| György Ipacs                                                          | 100m vrije slag (m)   | 15e          | serie 5: 2de in 59,1 halve finale 3: 6de in 59,4                                        |
| Géza Kádas                                                            | 100m vrije slag (m)   | 5e           | serie 9: 1ste in 58,4 halve finale 2: 1ste in 57,8 finale: 5de in 58,6                  |
| György Csordás                                                        | 400m vrije slag (m)   | halve finale | serie 5: 1ste in 4.45,7                                                                 |
| Gusztáv Kettesi                                                       | 400m vrije slag (m)   | halve finale | serie 6: 2de in 4.53,0                                                                  |
| György Csordás                                                        | 1500m vrije slag (m)  | 24e          | serie 3: 2de in 19.26,2                                                                 |
| László Gyöngyösi                                                      | 100m rugslag (m)      | 17e          | serie 6: 4de in 1.10,0                                                                  |
| Imre Nyéki                                                            | 100m rugslag (m)      | 22e          | serie 3: 5de in 1.10,6                                                                  |
| László Gyöngyösi György Csordás Géza Kádas Imre Nyéki Gusztáv Kettesi | 4x200m vrije slag (m) | 5e           | serie 2: 2de in 8.54,6 finale: 5de                                                      |
|                                                                       |                       |              |                                                                                         |
| Ilona Novák                                                           | 100m vrije slag (v)   | 10e          | serie 1: 2de in 1.07,7 halve finale 2: 4de in 1.07,8                                    |
| Katalin Szőke                                                         | 100m vrije slag (v)   | Goud         | serie 3: 1ste in 1.07,1 halve finale 2: 2de in 1.07,2 finale: 1ste in 1.06,8            |
| Judit Temes                                                           | 100m vrije slag (v)   | Brons        | serie 5: 1ste in 1.05,5 (OR) halve finale 1: 5de in 1.07,4 finale: 3de in 1.07,1        |
| Valéria Gyenge                                                        | 400m vrije slag (v)   | Goud         | serie 3: 1ste in 5.22,6 halve finale 2: 1ste in 5.16,9 finale: 1ste in 5.12,1 (OR)      |
| Éva Novák                                                             | 400m vrije slag (v)   | Zilver       | serie 5: 1ste in 5.19,1 halve finale 1: 2de in 5.21,3 finale: 2de in 5.13,7             |
| Éva Székely                                                           | 400m vrije slag (v)   | 6e           | serie 2: 2de in 5.20,9 halve finale 2: 3de in 5.19,3 finale: 6de in 5.17,9              |
| Ilona Novák                                                           | 100m rugslag (v)      | 10e          | serie 3: 4de in 1.19,6                                                                  |
| Klára Killermann                                                      | 200m schoolslag (v)   | Goud         | serie 3: 2de in 2.59,1 halve finale 1: 2de in 2.56,5 finale: 4de in 2.57,6              |
| Éva Novák                                                             | 200m schoolslag (v)   | Zilver       | serie 1: 1ste in 2.54,0 (OR) halve finale 1: 1ste in 2.55,8 finale: 2de in 2.54,4       |
| Éva Székely                                                           | 200m schoolslag (v)   | Goud         | serie 4: 1ste in 2.55,1 halve finale 2: 1ste in 2.54,0 (OR) finale: 1ste in 2.51,7 (OR) |
| Ilona Novák Judit Temes Éva Novák Katalin Szőke Mária Littomeritzky   | 4x100m vrije slag (v) | Goud         | serie 1: 1ste in 4.32,5 finale: 1ste in 4.24,4 (WR)                                     |

Argentinië · Australië · Bahama's · België · Bermuda · Birma · Brazilië · Brits-Guiana · Bulgarije · Canada · Ceylon · Chili · China · Cuba · Denemarken · Duitsland · Egypte · Filipijnen · Finland · Frankrijk · Goudkust · Griekenland · Groot-Brittannië · Guatemala · Hongarije · Hongkong · Ierland · IJsland · India · Indonesië · Iran · Israël · Italië · Jamaica · Japan · Joegoslavië · Libanon · Liechtenstein · Luxemburg · Mexico · Monaco · Nederland · Nederlandse Antillen · Nieuw-Zeeland · Nigeria · Noorwegen · Oostenrijk · Pakistan · Panama · Polen · Portugal · Puerto Rico · Roemenië · Saarland · Singapore ·  Sovjet-Unie · Spanje · Thailand · Trinidad en Tobago · Tsjecho-Slowakije · Turkije · Uruguay · Venezuela · Verenigde Staten · Vietnam · Zuid-Afrika · Zuid-Korea · Zweden · Zwitserland